# Ткачук Леонтій Никифорович
Леонтій Никифорович Ткачук (нар. 1928 — ?) — український радянський діяч, секретар Черкаського обласного комітету КПУ, 1-й секретар Лисянського і Золотоніського районних комітетів КПУ Черкаської області. 

## Біографія
Освіта вища. Член КПРС.
У січні 1965 — 1973 року — 1-й секретар Лисянського районного комітету КПУ Черкаської області; 1-й секретар Золотоніського районного комітету КПУ Черкаської області.
У 1973—1982 роках — секретар Черкаського обласного комітету КПУ з питань сільського господарства.
Подальша доля невідома.

## Нагороди та відзнаки
- орден Трудового Червоного Прапора
- ордени
- медалі